# CCL2
CCL2, hemokin (C-C motiv) ligand 2, je mali citokin iz CC hemokin familije koji je takođe poznat kao monocit hemotaksni protein-1 (MCP-1), i mali induktivni citokin A2. CCL2 regrutira monocite, memorijske T ćelije, i dendritske ćelije na mesta povrede tkiva i infekcije.

## Genomika
Kao i mnogi drugi CC hemokini, CCL2 je lociran na hromozomu 17 (17q11.2-q21.1) kod ljudi. Ovaj gen sadrži 1,927 baza i nalazi se na Vatson (plus) lancu. On ima tri eksona i dva introna. CCL2 nastaje kao proteinski prekurzor koji sadrži signalni peptid sa 23 aminokiseline i krajnji peptid sa 76 aminokiselina. Molekulska težina je 11.025 kDa. Mišji homolog je Sig-je.

## Populaciona genetika
Nivoi ovog proteina značajno variraju kod normalnih ljudi. Multivarijabilna-prilagođena naslednost MCP-1 koncentracija kod ljudi evropskog porekla se smatra da je 0.37 u plazmi i 0.44 u serumu.

## Molekularna biologija
Ovo je monomerni polipeptid, sa molekulskom težinom od približno 13 kDa. On je vezan za endotelijalne ćelije putem glikosaminoglikan bočnih lanaca proteoglikana. Njega prvenstveno izlučuju monociti, makrofage i dendritske ćelije. On je trombocit izvedeni faktor rasta induktivni gen. On se razlaže metaloproteinazom MMP-12.
Receptori na ćelijskoj površini koji vezuju CCL2 su  i .
Ovaj citokin deluje kao hemoatraktant za monocite i bazofile ali ne za neutrofile ili eozinofile. Brisanje N-terminalnih ostataka konvertuje ga iz aktivatora bazofila u eozinofil hemoatraktant. CCL2 uzrokuje degranulaciju bazofila i mast ćelija. Ovaj efekat je pojačan pre-tretmanom sa IL-3 i drugim citokinima. On menja monocitnu antitumorsku aktivnost, i on je esencijalan za formaciju granuloma.
Ovaj hemokin se može naći na mestu izvijanja zuba i degradacije kostiju. U kostima, CCL2 izražavaju osteoklasti i osteoblasti, i on je pod kontrolom nuklearnog faktora κB (NFκB). Za MCP-1 i RANTES je bilo pokazano da indukuju formaciju TRAP-pozitivnih, multinuklearnih ćelija iz M-CSF-tretiranih monocita u odsustvu RANKL, ali proizvode osteoklaste kojima nedostaje katepsin K ekspresija i resorptivni kapacitet. Predloženo je da CCL2 i RANTES dejstvuju kao autokrina petlja kod ljudske osteoklastne diferencijacije.

## Klinički značaj
je bio impliciran u patogenezu bolesti karakterisane monocitnim infiltracijama, kao što su psorijaza, reumatoidni artritis i ateroskleroza.

## Literatura
- Yoshimura T, Leonard EJ (1992). Human monocyte chemoattractant protein-1 (MCP-1). Adv. Exp. Med. Biol. 305. стр. 47—56. ISBN 978-1-4684-6011-7. PMID 1661560. doi:10.1007/978-1-4684-6009-4_6.
- Wahl SM; Greenwell-Wild T; Hale-Donze H;  . (2000). „Permissive factors for HIV-1 infection of macrophages.”. J. Leukoc. Biol. 68 (3): 303—10. PMID 10985244. doi:10.1189/jlb.68.3.303.
- Sell H, Eckel J (2007). „Monocyte chemotactic protein-1 and its role in insulin resistance.”. Curr. Opin. Lipidol. 18 (3): 258—62. PMID 17495598. doi:10.1097/MOL.0b013e3281338546.